# 大西秀明
大西秀明（1964年1月1日—），藝名「吉米·大西」（ジミー大西），日本喜劇演員，現職畫家，出身於大阪府八尾市。現所屬公司為吉本興業。
大西秀明就讀八尾市立安中小學校時，曾加入日本少年棒球聯盟八尾隊。就讀八尾市立成法中學校時加入棒球社，畢業後保送大阪商業大學堺高等學校。進入吉本興業後，在《吉本新喜劇》發跡。曾被萩本欽一說「如果他的蠢如果是刻意耍出來的話，他會是繼卓別林之後的天才喜劇演員」（このボケが意図的であればチャップリン以来の天才喜劇役者だ）；但之後荻本與他在休息室對談，荻本一走出來就跟友人說「他的蠢是天然的」（意指天生就蠢），一般認為此即「天然呆」一詞的由來。

## 外部連結
- 個人官網 （页面存档备份，存于） （日語）